# 박상훈 (연출가)
박상훈은 대한민국의 텔레비전 드라마 연출감독이다.

## 학력 및 경력
- MBC 프로듀서

## 드라마
- 2014년 MBC 주말 특별기획 드라마 《왔다! 장보리》 ... 공동연출
- 2014년 MBC 드라마 페스티벌 2014 《기타와 핫팬츠》 ... 연출
- 2015년 MBC 주말 특별기획 드라마 《여자를 울려》 ... 공동연출
- 2015년 ~ 2016년 MBC 저녁 특별기획 드라마 《아름다운 당신》 ... 공동연출
- 2017년 MBC 3부작 미니시리즈 《세가지색 판타지 - 생동성 연애》 ... 연출
- 2017년 MBC 수목 미니시리즈 《자체발광 오피스》 ... 공동연출
- 2018년 MBC 수목 미니시리즈 《내 뒤에 테리우스》 ... 연출
- 2023년 MBC 금토 미니시리즈 《열녀박씨 계약결혼뎐》 ... 연출